# 依多美尼歐

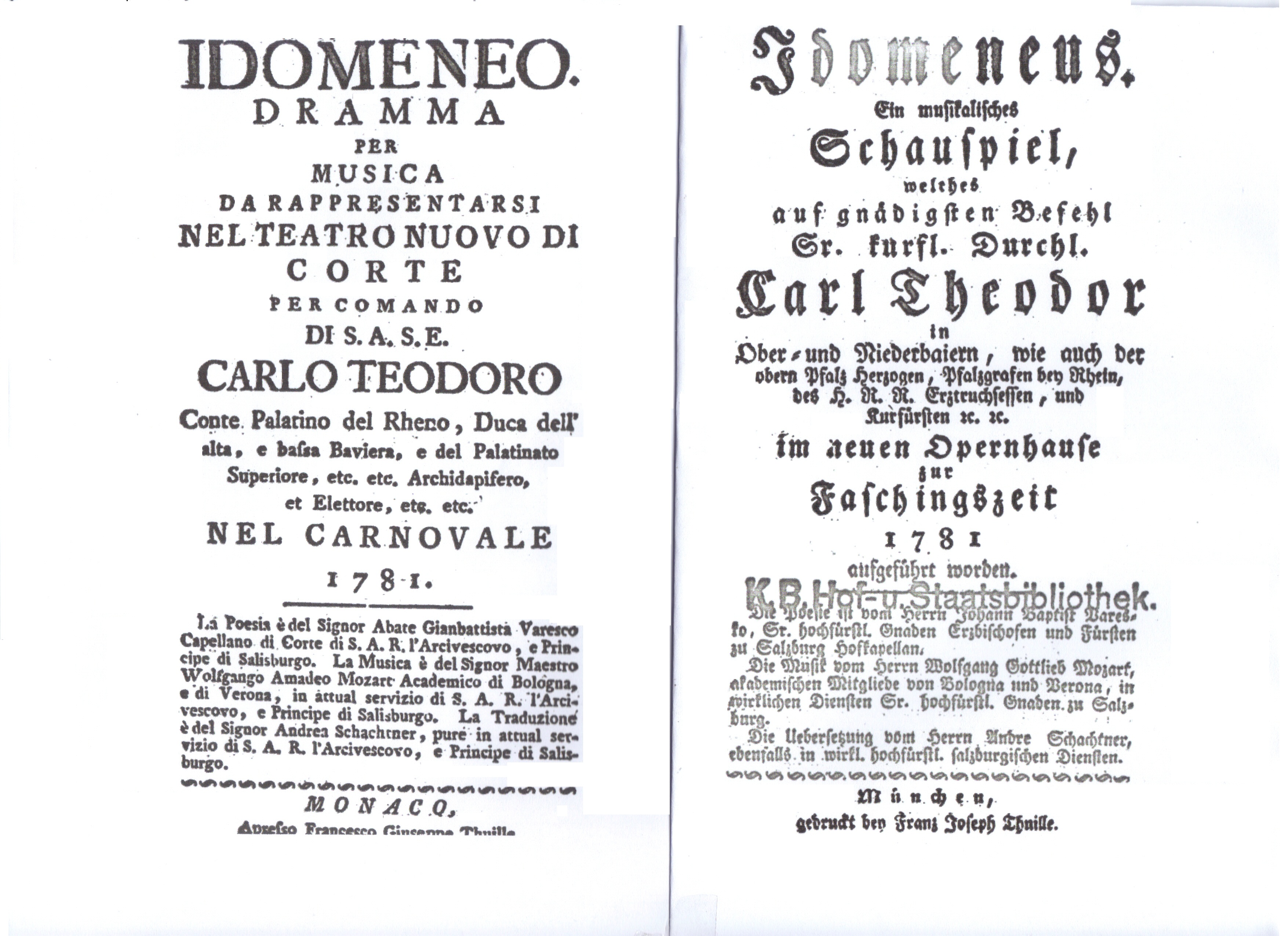
克里特王依多美尼歐作品

《克里特王依多美尼歐》（Idomeneo, re di Creta），或《伊莉亞和伊達孟特》（Ilia e Idamante），作品號K. 366，為莫札特所作之義大利文歌劇。劇本由瓦雷斯果（Giambattista Varesco）編寫，改編自丹榭（Antoine Danchet）的法文作品。當時這部法文作品曾由康普拉（André Campra）譜曲於1712年上演。莫札特與瓦雷斯果在1780年受鐵歐德（Karl Theodor）的委託進行創作。這齣歌劇在慕尼黑王宮的屈維利埃劇院（Cuvilliés Theatre）於1781年1月29日首演，由當時24歲的莫札特譜曲，而依多美尼歐也是莫札特第一齣成熟的歌劇作品，管絃樂、宣敘調與旋律線都展現岀作品的成熟度。而在某些方面（例如合唱部分），這齣歌劇還是呈現一種實驗的風格，並不算完備。除此之外，莫札特還必須與劇作家瓦雷斯果爭執，大至作品的翻修與改變，小至一些歌詞的文字調整。而今依多美尼歐已是相當常見，且在各個劇院經常上演的基本作品。

## 角色
- 伊莉亞（Ilia），特洛伊國王普利安（Priam）的女兒（女高音）
- 依多美尼歐（Idomeneo），克里特國王（男高音）
- 伊達孟特（Idamante），依多美尼歐之子（男高音）
- 埃拉克特拉（Elektra），阿果司（Agos）公主（女高音）
- 阿爾巴斯（Arbace），依多美尼歐的知己（男高音）
- 海神祭司（男高音）
- 海神神諭（男低音）
- 兩名克里特女人（女高音、女中音）
- 兩名特洛伊人（男高音、男低音）

## 劇情大綱

### 第一幕
（克里特島，特洛伊戰爭後）特洛伊公主伊莉亞被帶到克里特島，愛上了克里特國王的兒子伊達孟特，但是伊莉亞不願意承認她的愛。伊達孟特出於善心釋放了特洛伊俘虜，並告訴伊莉亞，他們的父親成為敵人並不是他的錯。特洛伊人跟克里特人都希望回歸和平的生活，但是忌妒伊莉亞的希臘公主埃拉克特拉並不贊同伊達孟特對俘虜如此仁慈。阿爾巴斯這時傳來消息，依多美尼歐在從克里特島返回特洛伊的途中失蹤。而埃拉克特拉擔心伊莉亞很快就會成為克里特的皇后，因此感到相當憤怒。
依多美尼歐並沒有在海上迷失，反而由海神所救，將他送回克里特島的海邊。這時他想起他蒙難時對海神的誓言：假如他能夠平安的返回陸地，他要獻祭他所看到的第一樣生物。這時伊達孟特靠近他，但是由於父子兩人已經有許久沒有見面，所以兩人都沒有互相認出對方。當依多美尼歐發現這個年輕人就是他的兒子時，他想起他當時的誓言，要依達孟特再也不要回來找他。伊達孟特極度悲傷的離開。克里特士兵回到岸上，讚頌海神的保佑。

### 第二幕
在皇宮中，依多美尼歐尋求阿爾巴斯的建議，而阿爾巴斯認為假如流放伊達孟特，就可以尋找下一個犧牲者作為獻祭的祭品。依多美尼歐要求他兒子護送埃拉克特拉回到他的家鄉，阿果司。依多美尼歐與伊莉亞見面談話後，依多美尼歐了解，若是流放伊達孟特，伊莉亞將會相當傷心，然而埃拉克特拉卻相當贊成由伊達孟特送他回阿果司的主意。在西頓港邊，依多美尼歐向他兒子道別，並叮囑其在外時學習統馭之道。就在船即將出發時，暴風雨來襲。這是海神的旨意，由於國王食言在先，因此要依多美尼歐自己當作獻祭的祭品。

### 第三幕
在皇家花園中，伊莉亞懇求微風將他的愛帶給伊達孟特，而這時伊達孟特出現，告訴伊莉亞他必須與巨蛇戰鬥。當他告訴伊莉亞他必須承受被她拒絕的痛苦時，伊莉亞終於承認她對喔伊達孟特的愛。他們被突然出現的埃拉克特拉與依多美尼歐嚇到。這時伊達孟特問他父親為何要將他送走，依多美尼歐也只能回答，"年輕人必須離開國家接受歷練"。阿爾巴斯帶來消息，海神率領的群眾，要求交出依多美尼歐，祭司告訴國王海神的怪獸造成許多災難，並勸告依多美尼歐公佈獻祭者的名字。當國王承認他自己的兒子是犧牲品時，群眾感到相當訝異。
在神殿的外面，國王與祭司祈禱，希望得到神的寬恕。阿爾巴斯帶來消息，伊達孟特已經殺死怪獸。當依多美尼歐害怕遭到海神的報復時，伊達孟特告訴他父親他了解他的心境，並且已經準備受死。在痛苦的訣別之後，依多美尼歐決定要犧牲他的兒子時，伊莉亞出現阻撓，懇請國王犧牲她而不要犧牲伊達孟特。這時海神的聲音出現，告訴依多美尼歐應該將皇位讓給伊達孟特與伊莉亞。除了埃拉特克拉之外，每個人都鬆了一口氣。人們讚頌婚姻與愛之神，並且向這對皇室新人獻上祝福並希望他們帶來和平。

## 外部連結
- 《依多美尼歐》：谱子和报道（德语），《莫扎特全集》
- 《依多美尼歐》：国际乐谱典藏计划上的乐谱